# اورینت اکسپرس (فیلم ۱۹۲۷)
اورینت اکسپرس (آلمانی: Orient Express) یک فیلم مهیج صامت آلمانی است که در سال ۱۹۲۷ منتشر شد.

## بازیگران
- لیل داگوفر
- هاینریش گئورگه
- آنجلو فراری
- والتر ریلا
- ماریا پاودلر